# Ricardo Yepes Stork
Ricardo Yepes Stork (Madrid, 8 de diciembre de 1953-Panticosa, Huesca, 26 de diciembre de 1996) fue un filósofo y profesor universitario español.

## Biografía
Ricardo nació en Madrid (1953) en el corazón de una familia establecida en Galicia. Su padre era originario de Toledo y su madre, inglesa con sangre española, aportaba una mezcla singular de culturas. Estudiante brillante, tras obtener el Premio nacional de Bachillerato, se trasladó a Pamplona. Allí se licenció en Filosofía en la Universidad de Navarra (1970-1975) —con media de sobresaliente—, y conoció a Leonardo Polo, que le dirigirá su tesis doctoral "La doctrina del acto en Aristóteles" (1989), con Premio extraordinario de Doctorado. Pero antes de concluirla, se instaló en Madrid, donde hizo un parón en su actividad filosófica.
En Madrid desarrolló una amplia actividad: comenzó una estrecha colaboración con Ediciones Rialp; potenció la edición de libros de calidad cultural e impulsó la reedición de la revista Atlántida, con el objetivo de servir de base para un diálogo interdisciplinar y de elevar su contenido intelectual y cultural; intervino en la crecaión del foro de debate universitario Aula de Ciencias y Letras; y escribiò cerca de doscientos artículos en diversos diarios españoles e hispanoamericanos, en cuatro años.
En 1993 abandona la Editorial Rialp, y retoma a la actividad universitaria, tras doce años de interrupción. En 1994, regresa a Pamplona. Alejandro Llano, por aquél entonces rector de la Universidad de Navarra, le ofrece a Ricardo la docencia en una nueva asignatura de contenido humanístico: Fundamentos de antropología, y éste, acepta. También continuirá su carrera docente como ayudante de la asignatura de Teoría del Conocimiento, que compatibiliza con la dirección del Colegio Mayor Belagua - Torre 2.
En Pamplona, aumenta su actividad intelectual: imparte la asignatura de Antropología en la Facultad de Derecho; trabaja en el programa de preparación de las publicaciones de Leonardo Polo; inicia su colaboración en el Instituto de Ciencias para la Familia (ICF) junto a los profesores Pedro Juan Viladrich y Juan Cruz Cruz, preparando una nueva asignatura de libre configuración llamada Psicología del Amor; y finalmente, escribe un manual de Antropología.
Ricardo Yepes falleció a los 43 años, en un accidente de montaña, en la locaildad oscense de Panticosa, el  26 de diciembre de 1996.

## Su pensamiento
En 1989 publicó dos obras de marcado carácter divulgativo: Qué es eso de la filosofía (Drac) y Las claves del consumismo (Ediciones Palabra). El primero es una invitación, por medio de un leve recorrido desde Platón a nuestros días, a la iniciación en un modo de pensar y de entender la vida que choca con el conformismo al que invita el ambiente social. Hacer filosofía es poner entre paréntesis la urgencia de lo cotidiano, la necesidad del triunfo, el aquí-ahora que exige la ciudad moderna, y pararse a pensar, detenerse. Detenerse: el «tiempo en la vida humana», papel de lo lúdico y de la fiesta frente al mundo de lo serio y el trabajo, la necesidad del ocio. Las claves del consumismo insiste en ello.
La editorial Eunsa publicó en 1993 su tesis doctoral, en la que realiza un análisis pormenorizado de cada aparición de la palabra «acto» en la obra de Aristóteles. Con ello, consigue distinguir diversos sentidos de esa expresión que le llevan a una comprensión más honda del pensamiento del filósofo griego. En este libro, el reconocimiento del magisterio poliano es pleno. Yepes ahonda en la comprensión de la realidad, y reconoce las aportaciones de quienes le han servido de guía: Aristóteles, Tomás de Aquino, Leonardo Polo o Julián Marías.
En 1993 publicó Entender el mundo de hoy. Cartas a un joven estudiante. Se trata de un ensayo de tipo epistolar, con clara intención divulgadora, en el que Yepes invita al lector a pararse a pensar.
En 1996 publicó su Manual de Fundamentos de Antropología. Un ideal de la excelencia humana. Poco después, recopila toda una serie de comentarios, críticas, puntos que necesiten ser clarificados, e imprecisiones para reescribir el libro, dentro de tres o cuatro años.